# Leptochilus scalpturatus
Leptochilus scalpturatus là một loài dương xỉ trong họ Polypodiaceae. Loài này được Taylori C.Chr. mô tả khoa học đầu tiên.
Danh pháp khoa học của loài này chưa được làm sáng tỏ. 